# Menhir Le Sabot
Le menhir Le Sabot (de Margot) ou La Pierre Longue, est situé rond-point du Zoopole, au lieu-dit Le Clos Gentil, sur la commune de Ploufragan dans le département français des Côtes-d'Armor.

## Protection
Le monument fait l’objet d’une inscription au titre des monuments historiques depuis le 1er septembre 1966.

## Description
Le menhir est en dolérite. Il mesure 1,90 m de hauteur pour 1,55 m de largeur et 1,40 m d'épaisseur. Il a été fendu par la foudre.